# Vlaské
Vlaské (německy Blaschke) je malá vesnice, část obce Malá Morava v okrese Šumperk. Nachází se asi 5 km na východ od Malé Moravy. Prochází tudy železniční trať Dolní Lipka - Hanušovice a silnice II/312. V roce 2009 zde bylo evidováno 22 adres. V roce 2001 zde trvale žilo 37 obyvatel.
Vlaské je také název katastrálního území o rozloze 4,8 km2.

## Název
Jméno vesnice je střední rod přídavného jména Vlašský, jímž byli od renesance zváni stavební odborníci italského původu (Vlachy bylo staré české označení Itálie) a které se přeneslo na stavební dělníky vůbec. Místní jméno tedy označovalo osadu zedníků či kameníků. Německé jméno vesnice pochází z českého. V roce 1906 bylo české jméno Vlaské přeneseno i na blízkou vesnici Wallbergsdorf (západně od Vojtíškova, dnes samota Valbeřice), která se do té doby česky označovala jako Valbergov.

## Historie
První písemná zmínka o obci pochází z roku 1596, vesnice vznikla krátce předtím.
| Rok            | 1869 | 1880 | 1890 | 1900 | 1910 | 1921 | 1930 | 1950 | 1961 | 1970 | 1980 | 1991 | 2001 | 2011 | 2021 |
| -------------- | ---- | ---- | ---- | ---- | ---- | ---- | ---- | ---- | ---- | ---- | ---- | ---- | ---- | ---- | ---- |
| Počet obyvatel | 239  | 296  | 298  | 298  | 319  | 272  | 262  | 42   | 70   | 53   | 43   | 34   | 37   | 29   | 18   |

## Pamětihodnosti
- Socha Panny Marie Immaculaty
- Socha sv. Jana Nepomuckého

## Fotogalerie

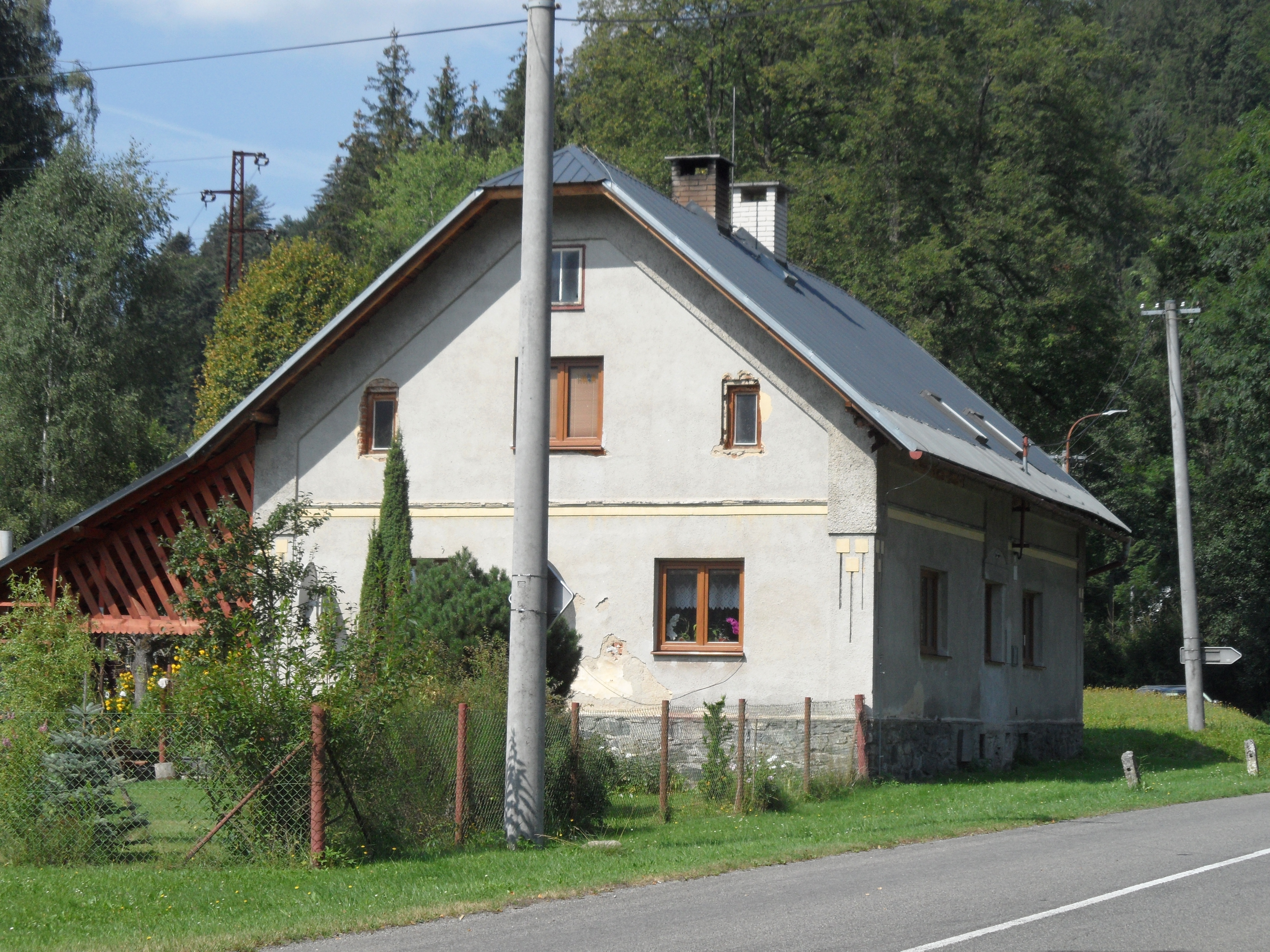
Dům u silnice
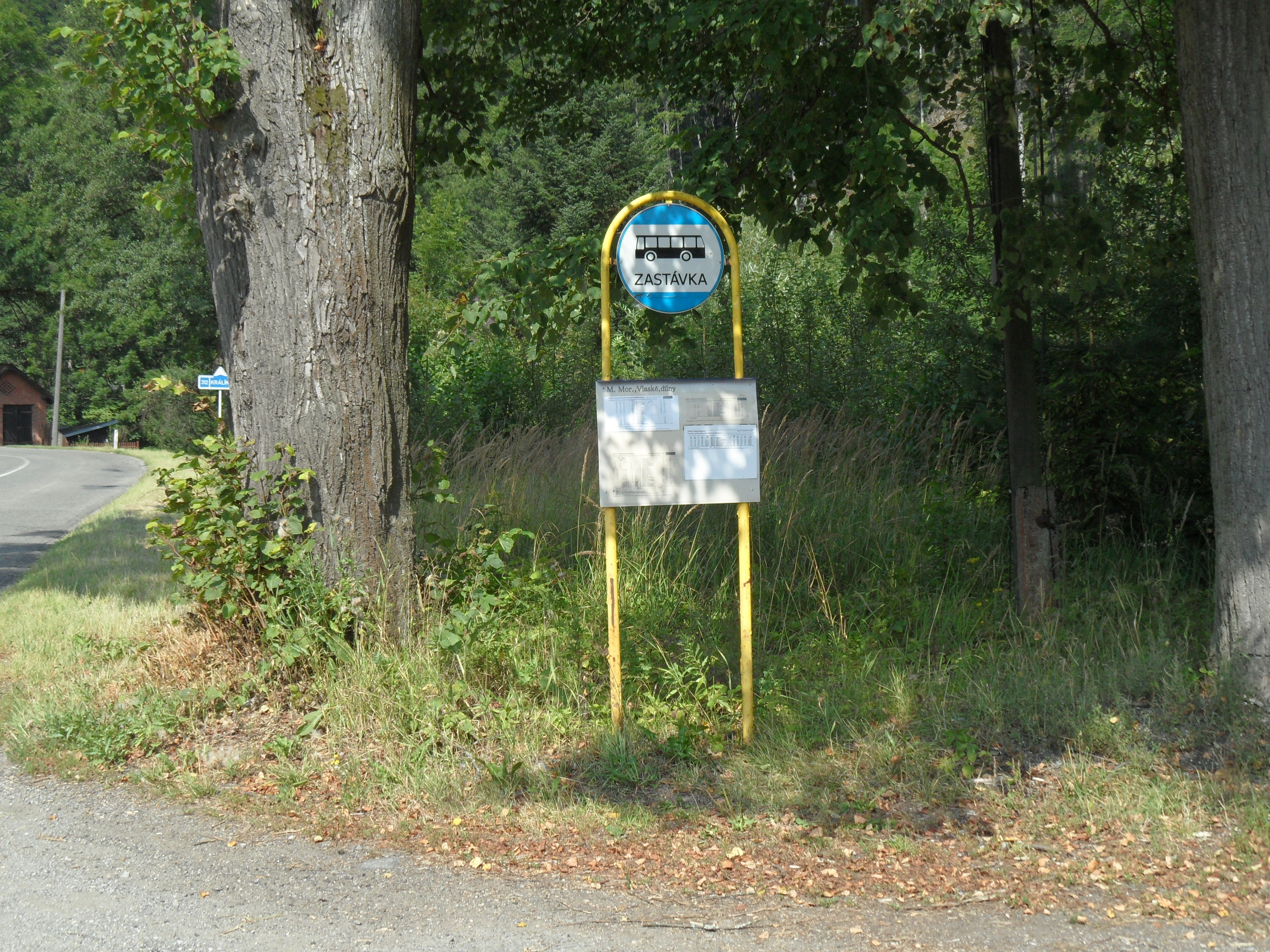
Autobusová zastávka
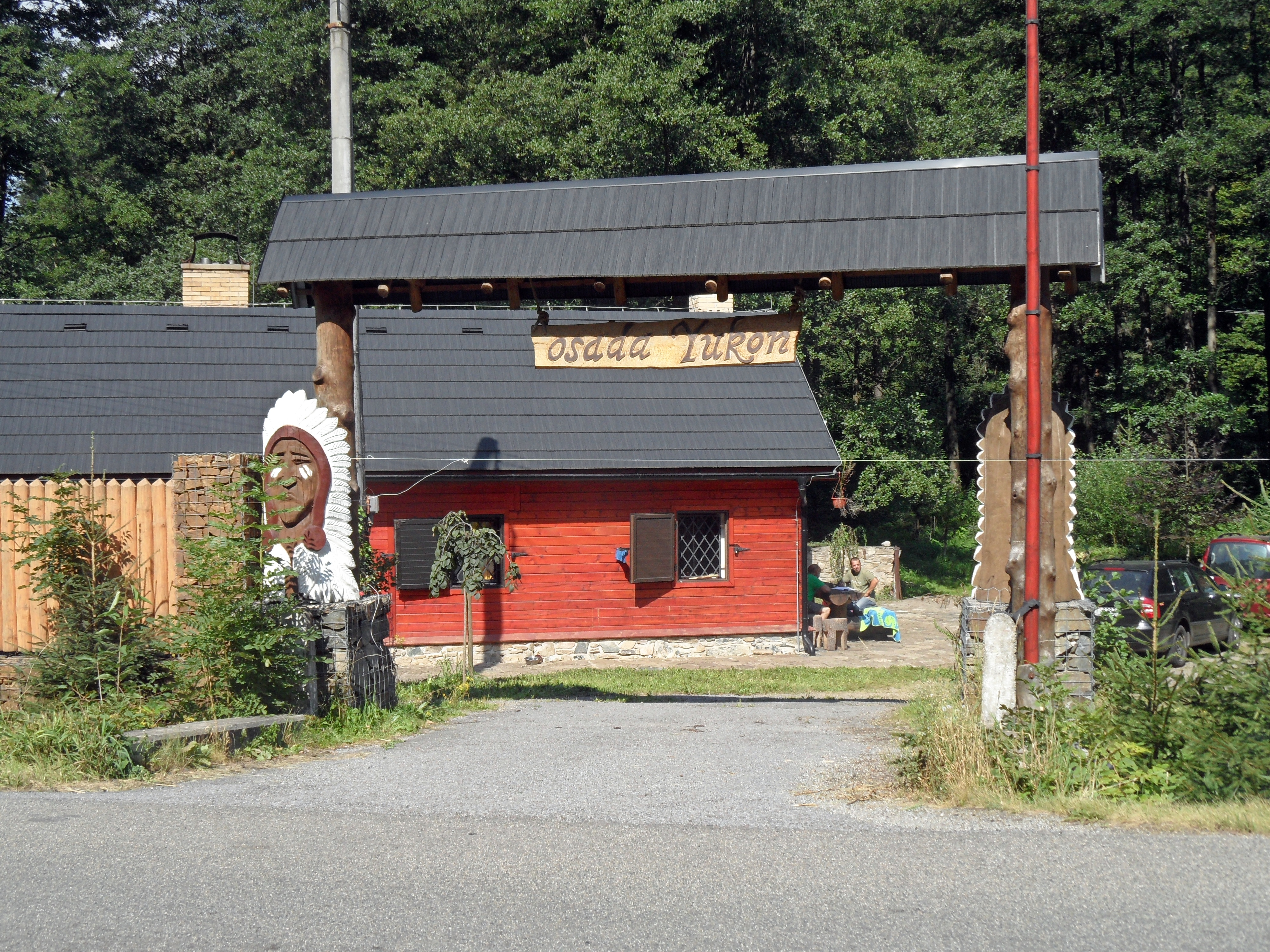
Osada Yukon
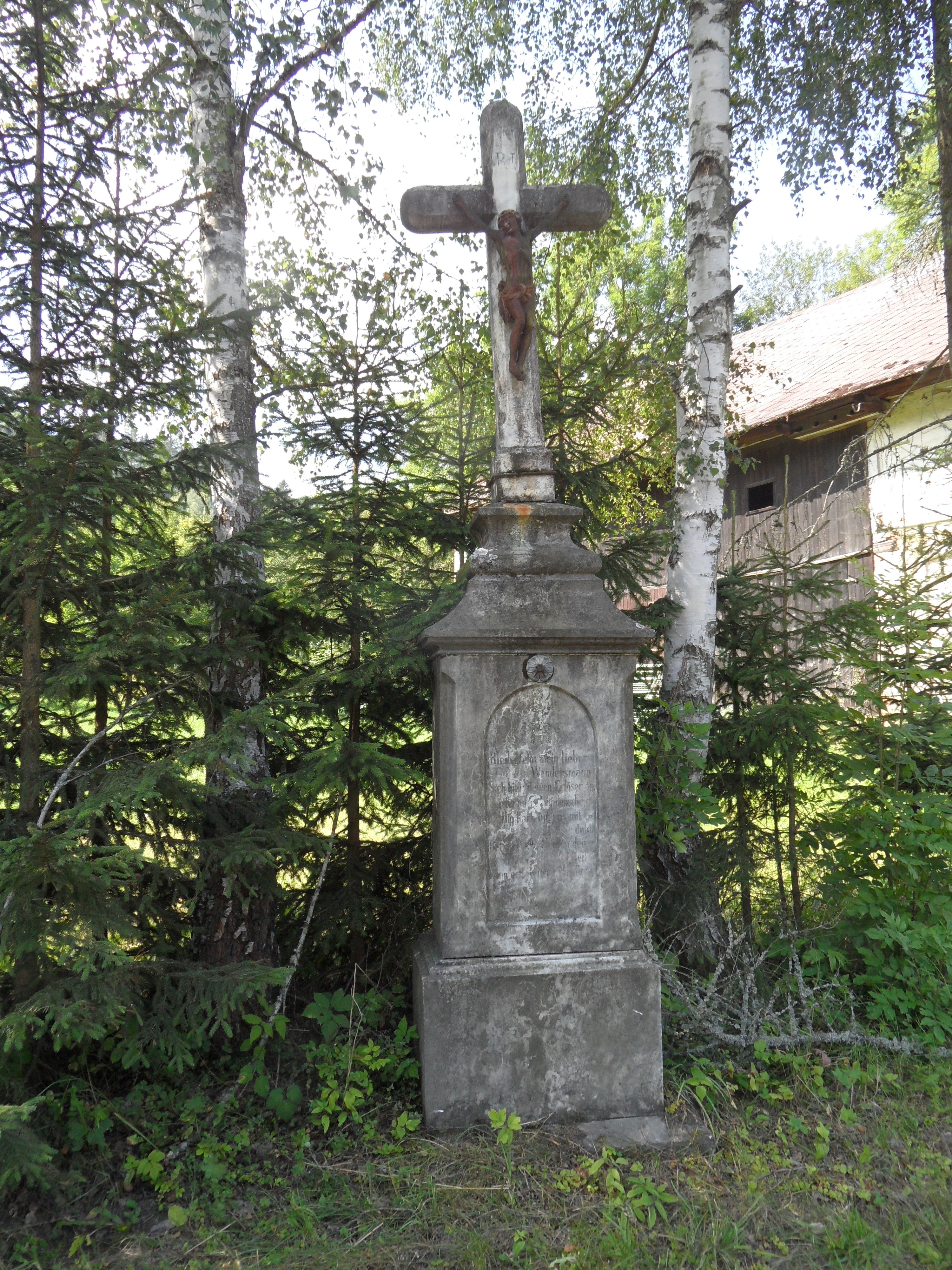
Křížek